# Umetnost srednjega paleolitika
Najzgodnejši nesporni dokazi prazgodovinske umetnosti datirajo v mlajši paleolitik pred približno 50.000 do 40.000 leti.  Vizualna umetnost se je začela s pojavom kipcev, kroglic in jamskih poslikav v Evropi, Afriki, Ameriki in Avstraliji kulture homo sapiensa pred približno 40.000 leti. 
Skupaj z religijo in drugimi kulturnimi pridobitvami sodobne človeške družbe je pojav figuralike treba označiti kot popolno behavioristično sodobnost. Obstaja pa dokaz nastajajočega estetskega ustvarjanja med homo erectusom starejšega paleolitika (stara kamena doba) in homo sapiensa v srednjem paleolitiku (srednja kamena doba) v obdobju, ki vodijo do začetka mlajšega paleolitika, od pred 200.000 do 50.000 leti, zlasti visoka simetrija kamnitega orodja, pogosto izdelanega z veliko skrbnostjo, bolj kot bi bilo nujno potrebno za navadno uporabo.

## Pred homo sapiensom
Najzgodnejši dokazi umetniške dejavnosti v obliki diagonalnih vrezov, narejenih z zobom morskega psa, so bili v letu 2014 najdeni na 500.000 let starem fosilu školjke na Javi, v 1890-ih pripisani človečnjaku (homo erectusu). 
Homo erectus je precej prej izdeloval navidezno brezciljne vzorce na artefaktih, kot je tisti, ki so ga našli v Bilzingslebnu v Turingiji, kar bi lahko razumeli, da je bil predhodnik umetnosti, pa tudi da to razkriva namen mojstra za dekoriranje in modo zunaj praktične uporabe. Simetrija in pozornost, namenjena obliki orodja, sta nekatere prepričali, da so v acheulskem pestnjaku in zlasti lovorovi konici prepoznali umetniški izraz.
130.000 let stare orlove kremplje, najdene v Krapini na Hrvaškem, nekateri antropologi obravnavajo kot primer neandertalske umetnosti. Nekateri menijo, da so neandertalci to vedenje morda kopirali od Homo sapiensa. Toda David W. Frayer je oporekal temu mnenju, rekoč, da Homo sapiens ni bil v regiji, kjer so bili odkriti kremplji, niti po 100.000 letih.
Maska iz jame Roche-Cotard bi bila prav tako lahko dokaz neandertalčeve figuralne umetnosti, čeprav je iz obdobja po njegovem stiku s homo sapiensom. Podobno je piščal z arheološkega najdišča Divje babe sporno imenovati za neandertalčevo glasbilo, datirano v približno leto 43.000.
V Maroku so tudi odkrili najdbe srednjepaleolitskega kiparstva, kot sta Venera iz kraja Tan-Tan (pred letom 300 000 pr. n. št.)  in Venera iz Berekhat Rama (250 tisoč pr. n. št.). Oba predmeta sta lahko fizični skalni formaciji z naključno podobnostjo človeške oblike, vendar nekateri znanstveniki menijo, da se kažejo sledovi pigmentov ali rezbarij, namenjenih dodatnemu poudarjanju človeku podobne oblike.

## Jama Blombos
Leta 2002 so v jami Blombos v Južni Afriki odkrili kamne iz okre z vtisnjeno mrežo ali križastim vzorcem, datirane v obdobje pred približno 70.000 leti. Nekateri raziskovalci menijo, da so bili zgodnji ljudje (homo sapiens) sposobni abstrakcije in ustvarjanja abstraktne  ali simbolne umetnosti. V jami Blombos so odkrili tudi kroglice iz školjk, datirane v obdobje okoli 70.000 let pr. n. št.  Leta 2011 so naleteli na del jame, v kateri so bile slike skupaj z drugimi umetniškimi predmeti, datirani v leta pred 100.000.
Več arheologov, tudi Richard Klein iz Stanforda, dvomijo, da je jama Blombos  prvi primer dejanske umetnosti.